# Oslo Spektrum
Oslo Spektrum är en konsert- och sportarena i Oslo i Norge. Arenan öppnade i december 1990 och ligger i östra delen av centrum, intill Oslo Plaza. För spelningar är maxkapacitet 9 700 personer stående eller 8 600 personer sittande. Här hölls Eurovision Song Contest 1996.
Sedan 1994 hålls årligen Nobels fredspriskonsert i arenan. 
Oslo Spektrum arrangerar även bl.a. mässor och kongresser. Arenan kan också ha sportevenemang, till exempel ishockey, handboll och konståkning, men det görs bara i begränsad omfattning.
Här är några av artisterna som har uppträtt i Oslo Spektrum:
Kent, Nightwish, Cher, Marion Raven, Shakira, Sophie Ellis Bextor, Oasis, Frank Sinatra, Roxette, Celine Dion, Gwen Stefani, Anastacia, Children of Bodom, In Flames, Iron Maiden, Metallica, Marilyn Manson, Dream Theater, Shania Twain, Sissel Kyrkjebø, Eminem, Westlife, Elton John, Snoop Dogg, P. Diddy, Bruce Springsteen, Green Day, Genesis, Robbie Williams, a-ha, Guns N' Roses, Paul McCartney, Destiny's Child, Prince, Pink, Queens of the Stone Age, Spice Girls, Tina Turner, AC/DC, Black Sabbath, Ozzy Osbourne, Slayer, Bob Dylan, The Cure, Britney Spears, 50 Cent, Alicia Keys, Christina Aguilera, Turbonegro, Kylie Minogue, Justin Timberlake, R.E.M., Radiohead, Foo Fighters, Coldplay, Red Hot Chili Peppers, Muse, Taylor Swift, Lady Gaga, The Beach Boys, Slipknot.